# Château Lascombes

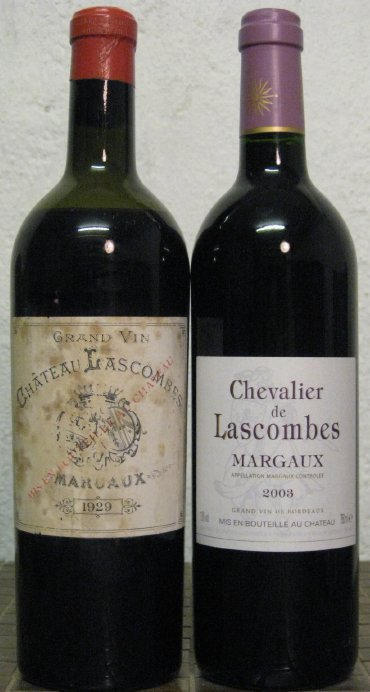
Dos botellas de Château Lascombes, un Grand vin de 1928 y un segundo vino Chevalier de Lascombes 2003.

Château Lascombes es una bodega en la AOC Margaux de la región vinícola de Burdeos en Francia, dentro del Médoc, así como el vino producido por ella, clasificado como uno de los segundos crus en la Clasificación Oficial del Vino de Burdeos de 1855.

## Historia
En el siglo XVII la finca pertenecía a Antoine, chevalier de Lascombes, y ha mantenido su nombre. Algunos sugieren que la finca, que está situado en la loma más alta de Margaux, toma su nombre de "la côte" (en francés, via "lascote" a "lascombes". Antoine de Lascombes (nacido en 1625) heredó o se hizo con la posesión de la finca de la familia Durfort de Duras, con aquellas propiedades en Burdeos permaneció al principio integrada; el vino se menciona por vez primera en 1700 En el siglo XVIII el dominio fue separado de la propiedad de los condes de Duras y fue heredado por Jean-François y Anne de Lascombes. Jean-François de Lascombes fue un consejero en el parlamento de Burdeos, procureur del rey en el Ministerio de marina y un miembro de la Académie de Bordeaux (1761). El viñedo siguió en la familia Lascombes durante tres generaciones hasta después de la Revolución francesa. Until 1860 the estate bore the name Domaine de Lascombes.
A través de ventas y herencias la finca tuvo una serie de propietarios, hasta que se formó una compañía en 1926, con la familia Ginestet, entonces propietarios del Château Margaux, como principales partícipes. Durante los últimos tiempos de la Segunda Guerra Mundial la casa de campo sirvió como cuartel general de las fuerzas aliadas.
En los años 1950, la finca fue adquirida por el escritor de vino francés Alexis Lichine quien siguió teniendo una parte de la propiedad hasta 1971 cuando Bass Charrington asumió la participación principal. En 2001 fue adquirida por Yves Vatelot y Colony Capital, de base estadounidense por 67 millones de dólares. Los nuevos propietarios invirtieron fuertemente en la modernización de Lascombes, que se consideraba que estaba por debajo de su clasificación. Aunque Lascombes ha obtenido altas notas por parte de los críticos, entre ellos Robert M. Parker y la gestión ha incrementado el precio de su Grand vin, los propietarios estadounidenses han puesto a la venta el châteaua finales del año 2007.
La propiedad fue adquirida por el grupo MACSF (Mutuelle d'assurance du corps de santé français).
Actualmente Lascombes emplea a Michel Rolland como asesor de enología.

## Vino
Además de su primer cuveee, se produce un segundo vino llamado Chevalier de Lascombes. Marcas adicionales son Château Segonnes, Rosé de Lascombes, Vin Sec Chevalier de Lascombes y Gombaud.